# Cervo (kommunhuvudort i Spanien, Galicien, Provincia de Lugo, lat 43,67, long -7,41)
Cervo är en kommunhuvudort i Spanien.   Den ligger i provinsen Provincia de Lugo och regionen Galicien, i den nordvästra delen av landet, 500 km nordväst om huvudstaden Madrid. Cervo ligger 64 meter över havet och antalet invånare är 4 908.
Terrängen runt Cervo är kuperad söderut, men åt nordväst är den platt. Havet är nära Cervo åt nordost. Runt Cervo är det tätbefolkat, med 530 invånare per kvadratkilometer. Närmaste större samhälle är Viveiro, 14,7 km väster om Cervo. 